# Goniothalamus howii
Goniothalamus howii Merr. & Chun – gatunek rośliny z rodziny flaszowcowatych (Annonaceae Juss.). Występuje naturalnie w południowej części Chin – na wyspie Hajnan oraz w południowym Junnanie. 

## Morfologia
PokrójZimozielone drzewo dorastające do 15 m wysokości.
LiścieMają kształt od podłużnego do eliptycznego. Mierzą 10–25 cm długości oraz 4–8 cm szerokości. Nasada liścia jest od ostrokątnej do zaokrąglonej. Blaszka liściowa jest o wierzchołku od tępego do długo spiczastego. Ogonek liściowy jest lekko owłosiony i dorasta do 7–10 mm długości.
KwiatySą pojedyncze lub zebrane w kwiatostany, rozwijają się w kątach pędów. Działki kielicha mają owalny kształt, są owłosione od wewnętrznej strony i dorastają do 5 mm długości. Płatki mają zielonożółtawą barwę, zewnętrzne są skórzaste i lekko owłosione, mają owalny kształt i osiągają do 22–25 mm długości, natomiast wewnętrzne są owalne i mierzą 13–15 mm długości. Kwiaty mają 15–18 owłosionych owocolistków.
OwocePojedyncze mają jajowaty kształt, zebrane w owoc zbiorowy. Są nagie. Osiągają 30–60 mm długości oraz 20–25 mm szerokości.

## Biologia i ekologia
Rośnie w lasach. Występuje na wysokości do 800 m n.p.m. Kwitnie od marca do września, natomiast owoce pojawiają się od maja do stycznia.